# تو مان (ممثل صيني)
كان تو مان (فبراير 1960 - 12 ديسمبر 2021)، هو ممثل صيني.

## الجوائز
| عام  | جائزة                                 | فئة             | عمل معين      | نتيجة |
| ---- | ------------------------------------- | --------------- | ------------- | ----- |
| 1996 | جوائز جولدن روستر                     | أفضل ممثل مساعد | حزن بروك ستيب | رُشِّح   |
| 1999 | جوائز جولدن فينيكس                    | جائزة المجتمع   | جنكيز خان     | فوز   |
| 2017 | مهرجان الشباب السينمائي الأول         | أفضل مؤد        | الوحش القديم  | فوز   |
| 2017 | جوائز جولدن هورس 54                   | أفضل ممثل رائد  | الوحش القديم  | فوز   |
| 2017 | جوائز الديك الذهبي الحادي والثلاثين   | أفضل ممثل       | وداعا بسيطا   | رُشِّح   |
| 2018 | جوائز نقابة المخرجين الصينيين التاسعة | أفضل ممثل       | الوحش القديم  | فوز   |

## روابط خارجية
- Tu Men في قاعدة بيانات الأفلام على الإنترنت
- Tu Men at the Hong Kong Movie DataBase

قالب:GoldenHorseAwardBestActor